# Hrabstwo Oneida (Idaho)
Hrabstwo Oneida (ang. Oneida County) – hrabstwo w stanie Idaho w Stanach Zjednoczonych. Obszar całkowity hrabstwa obejmuje powierzchnię 1201,61 mil2 (3112,16 km²). Według szacunków United States Census Bureau w roku 2009 miało 4221 mieszkańców. Jego siedzibą administracyjną jest Malad City.
Hrabstwo powstało 22 stycznia 1864 r. z siedzibą w Soda Springs, którą przeniesiono w 1866 r. do Malad City. Nazwa pochodzi od jeziora Oneida w stanie Nowy Jork.